# Walter Grube
Walter Grube (* 12. Juni 1907 in Straßburg; † 11. Mai 1992 in Stuttgart) war ein deutscher Archivar und Landeshistoriker.

## Leben
Grubes Eltern waren Georg Grube (1883–1966) – Ordinarius für Physikalische Chemie und Elektrochemie an der TH Stuttgart – und seine Frau Magdalena geb. Peters (1885–1969). Nach dem Abitur am Dillmann-Gymnasium Stuttgart studierte er ab 1925 an der Eberhard Karls Universität Tübingen Rechtswissenschaft, ab 1926 Geschichte, Deutsch und Englisch. Seit dem Sommersemester 1925 war er Mitglied der Burschenschaft Germania Tübingen. Er wechselte an die Georg-August-Universität Göttingen und die Philipps-Universität Marburg. Mit einer Doktorarbeit bei Wilhelm Mommsen wurde er 1931 zum Dr. phil. promoviert.
Nachdem er 1932 das 1. Staatsexamen für das wissenschaftliche Lehramt bestanden hatte und von April bis November preußischer Lehramtskandidat gewesen war, ging er als Bibliotheksreferendar nach Tübingen und Berlin. 1935 wurde er Wissenschaftlicher Hilfsarbeiter am Staatsarchiv Ludwigsburg. 1939 zum Beamten auf Lebenszeit und zum Archivrat am Hauptstaatsarchiv Stuttgart ernannt, nahm er am ganzen Zweiten Weltkrieg teil. 1945 wurde er von den Amerikanern in Automatischen Arrest genommen. Den dabei verlorenen Beamtenstatus erhielt er nach Ende der Internierung 1948 zurück. Im Staatsarchiv Ludwigsburg und im Hauptstaatsarchiv Stuttgart wurde er Oberstaatsarchivrat (1954), Staatsarchivdirektor (1964) und Oberstaatsarchivdirektor (1970).
Über 38 Jahre, von 1954 bis 1992, saß er in der Kommission für geschichtliche Landeskunde in Baden-Württemberg, von 1969 bis 1974 als Vorsitzender. Er war Mitglied der Vereinigung für Verfassungsgeschichte. Von 1967 bis zur Pensionierung 1972 war er Referent im Staatsministerium Baden-Württemberg und Leiter der Archivdirektion Stuttgart.
Verheiratet war er seit 1935 mit Eva geb. Krause (1906–1985). Grube starb einen Monat vor dem 85. Geburtstag und hinterließ zwei Töchter und drei Söhne. Seine letzte Ruhestätte fand er auf dem Stuttgarter Pragfriedhof.

## Ehrungen
- Eisernes Kreuz II. Klasse
- Infanteriesturmabzeichen
- Schillerpreis der Stadt Marbach am Neckar (1959)
- Mitglied der International Commission for the History of Representative and Parliamentary Institutions (1960)
- Ehrenprofessor des Landes Baden-Württemberg (1967)
- Bundesverdienstkreuz 1. Klasse (1972)
- Ehrenmitglied der Kommission für geschichtliche Landeskunde in Baden-Württemberg (1975)
- Ehrenmitglied des Württembergischen Geschichts- und Altertumsvereins (1977)
- Verdienstmedaille des Landes Baden-Württemberg (1978)

## Schriften (Auswahl)
- Die neue Ära und der Nationalverein. Ein Beitrag zur Geschichte Preußens und der Einheitsbewegung. Borna-Leipzig 1933.
- Quellen zu Geschichte der Judenfrage in Württemberg. In: Zeitschrift für Württembergische Landesgeschichte 2 (1938), S. 117–154.
- Die „verschlossene Registratur“ des altwürttembergischen Kirchenrats, Inventar. Kohlhammer, Stuttgart 1940.
- mit Ernst Schaude: Der Kreisverband Nürtingen. Kreisverband, Nürtingen 1953.
- Israel Hartmann. Lebensbild eines altwürttembergischen Pietisten. In: Zeitschrift für Württembergische Landesgeschichte 12 (1953), S. 250–270.
- Der Stuttgarter Landtag, 1457–1957. Von den Landständen zum demokratischen Parlament. Ernst Klett Verlag, Stuttgart 1957.
- Mömpelgard und Altwürttemberg. Schauenburg, Lahr 1959.
- mit Eugen Frick: Vogteien, Ämter, Landkreise in der Geschichte Südwestdeutschlands. Kohlhammer, Stuttgart 1960.
- Das Archiv von Stadt und Amt Wildberg im Staatsarchiv Ludwigsburg. Kohlhammer, Stuttgart 1962.
- Der Tübinger Vertrag vom 8. Juli 1514. Faksimileausgabe aus Anlass der 450-Jahrfeier der Errichtung des Tübinger Vertrags. Kohlhammer, Stuttgart 1964.
- mit Liesel Rudolph-Westphal und Harry Evers: Weimar. Weidlich, Frankfurt am Main 1967.
- Barocke Amtshäuser in Baden-Württemberg. Zur Geschichte südwestdeutscher Ämterverwaltung. Boorberg, Stuttgart 1981.